# Jean-Claude Denis
Jean-Claude Denis (Parijs, 1 januari 1941) is een Franse stripauteur. 

## Carrière
Jean-Claude Denis tekende na zijn kunstopleiding eerst illustraties voor uitgaven voor de jeugd. In 1978 tekende hij zijn eerste strip, Ernest et les ravis (uitgeverij Casterman). Vervolgens tekende hij in 1979 Cours tout nu (Futuropolis). Voor het stripblad Pilote tekende Denis de reeks Annie Mal. Bij uitgeverij Casterman volgden drie verhalen rond Rup Bonchemin. Voor het stripbad A Suivre creëerde Denis stripfiguur Luc Leroi. Ondertussen tekende hij in 1983 Les sept pêchés capitaux voor Métal hurlant.
Naast tekenaar is Denis ook actief als muzikant. Hij maakte deel uit van de groep Denis Twist.
Het werk van Jean-Claude Denis werd bekroond met de Grote Prijs van het Internationaal Stripfestival van Angoulême in 2012.

## Werk
Van Jean-Claude Denis werd vertaald naar het Nederlands:
- Luc Leroi, 1. De Japanse blondine
- Luc Leroi, 2. De glansrol van een gek
- Die maanden in Amelie
- Schoonheid thuisbezorgd
- Tom Toedeloe (3 delen)
- Vlak voor het geluk (tekeningen Dupuy en Berberian)